# Australie en coupe du monde de cricket de 1999
L'équipe d'Australie de cricket a remporté la Coupe du monde de cricket de 1999 en battant le Pakistan en finale. C'est le deuxième titre des australiens dans cette compétition après 1987. Ils égalent ainsi la performance des Indes occidentales et ses deux titres  de 1975 et 1979. L'Australie devient la deuxième nation à avoir remporté plusieurs fois la Coupe du monde.

## Équipe
L'équipe était entraînée par Geoff Marsh.
La sélection était composée des joueurs suivants.
| Joueur         | Spécialité                  | Équipe                |
| -------------- | --------------------------- | --------------------- |
| Steve Waugh    | captaine, batteur           | New South Wales Blues |
| Shane Warne    | vice-capitaine, leg spinner | Victorian Bushrangers |
| Michael Bevan  | batteur                     | New South Wales Blues |
| Andy Bichel    | fast bowler                 | Queensland Bulls      |
| Adam Dale      | fast bowler                 | Victorian Bushrangers |
| Adam Gilchrist | gardien de guichet, batteur | Western Warriors      |
| Brendon Julian | fast bowler                 | Western Warriors      |
| Shane Lee      | fast bowler                 | New South Wales Blues |
| Darren Lehmann | batteur                     | Southern Redbacks     |
| Damien Martyn  | batteur                     | Western Warriors      |
| Glenn McGrath  | fast bowler                 | New South Wales Blues |
| Tom Moody      | batteur                     | Western Warriors      |
| Ricky Ponting  | batteur                     | Tasmanian Tigers      |
| Paul Reiffel   | fast bowler                 | Victorian Bushrangers |
| Mark Waugh     | batteur                     | New South Wales Blues |

## Parcours

### Phase de poules
L'Australie était dans le groupe B, avec le Pakistan, la Nouvelle-Zélande, les Indes occidentales, le Bangladesh et l'Écosse. Après avoir perdu deux matchs, elle finit deuxième de sa poule derrière le Pakistan.
| Date   | Scores                                                                 | Résultat                             | Homme du match                 |
| ------ | ---------------------------------------------------------------------- | ------------------------------------ | ------------------------------ |
| 16 mai | Écosse 181/7, 50 overs Australie 182/4, 44.5 overs                     | Australie gagne par 6 wickets        | Mark Waugh (Australie)         |
| 20 mai | Australie 213/8, 50 overs Nouvelle-Zélande 214/5, 45.2 overs           | Nouvelle-Zélande gagne par 5 wickets | Roger Twose (Nouvelle-Zélande) |
| 23 mai | Pakistan 275/8, 50 overs Australie 265 all out, 49.5 overs             | Pakistan gagne par 10 runs           | Inzamam-ul-Haq (Pakistan)      |
| 27 mai | Bangladesh 178/7, 50 overs Australie 181/3, 19.5 overs                 | Australie gagne par 7 wickets        | Tom Moody (Australie)          |
| 30 mai | Indes occidentales 110 all out, 46.4 overs Australie 111/4, 40.4 overs | Australie gagne par 4 wickets        | Glenn McGrath (Australie)      |

### Super Six
L'Australie s'étant qualifiée pour le deuxième tour, appelé Super Six, elle a rencontré dans une poule unique toutes les autres nations qualifiées, à l'exception de celles déjà rencontrées en poule et en gardant ses points acquis au premier tour. Les australiens remportèrent tous leurs matchs et finirent deuxième du Super Six, derrière le Pakistan contre qui ils avaient perdus en poule.
| Date    | Scores                                                     | Résultat                      | Homme du match            |
| ------- | ---------------------------------------------------------- | ----------------------------- | ------------------------- |
| 4 juin  | Australie 282/6, 50 overs Inde 205 all out, 48.2 overs     | Australie gagne par 77 runs   | Glenn McGrath (Australie) |
| 9 juin  | Australie 303/4, 50 overs Zimbabwe 259/6, 50 overs         | Australie gagne par 44 runs   | Neil Johnson (Zimbabwe)   |
| 13 juin | Afrique du Sud 271/7, 50 overs Australie 272/5, 49.4 overs | Australie gagne par 5 wickets | Steve Waugh (Australie)   |

### Demi-finale
| Date    | Scores                                                                   | Résultat   | Homme du match          |
| ------- | ------------------------------------------------------------------------ | ---------- | ----------------------- |
| 17 juin | Australie 213 all out, 49.2 overs Afrique du Sud 213 all out, 49.2 overs | Tied match | Shane Warne (Australie) |

Les deux scores étant égaux, l'Australie est qualifiée grâce à sa victoire lors du Super Six face à l'Afrique du Sud.

### Finale
| Date    | Scores                                                     | Résultat                      | Homme du match          |
| ------- | ---------------------------------------------------------- | ----------------------------- | ----------------------- |
| 20 juin | Pakistan 132 all out, 39 overs Australie 133/2, 20.1 overs | Australie gagne par 8 wickets | Shane Warne (Australie) |

## Records
Il s'agit des records battus par l'équipe d'Australie pendant cette coupe du monde.

### Records de l'équipe d'Australie
- Plus grand nombre de victoires finales en Coupe du monde (2), à égalité avec les Indes occidentales.